# Zef Gashi
Zef Gashi (tudi Jožef oziroma Josip Gaši), * 4. december 1938 (Pešter, župnija Janjevo, Jugoslavija) je kosovsko-albanski duhovnik, sedaj katoliški upokojeni nadškof v Baru.

## Življenjepis

### Poreklo, mladost in šolanje

#### Otroštvo in domače šolanje
Jožef Gaši (alb: Zef Gashi), se je rodil 4. decembra 1938 v Pešterju blizu Prištine – takrat župnija Janjevo;  starša sta bila Pašk Gaši (al: Pashk Gashi) in Neda rojena Kendži (al: Kengji),, kot peti otrok, po treh bratih in sestrah; nato sta se rodila še dva brata in dve sestri. 15. januarja 1939 ga je krstil tedanji župnik Janjeva Viktor Zakrajšek, Slovenec po rodu iz Tržiča.
Prvo obhajilo in birmo je prejel istega dne, 11. julija 1952, v cerkvi svetega Miklavža v Janjevem.
Jožefov oče Pašk je bil občinski svetnik v Lipljanu in je odstopil družinsko sobo za učilnico. Jožefov brat Simon je postal šolski hlapec, Zef pa študent, hlapec in učitelj hkrati, kar je počel z velikim veseljem. 2019 so na istem mestu odprli novo šolo in podelili posmrtno priznanje takrat že pokojnemu pobudniku Pašku.

#### Odhod ksalezijancem
Takratni župnik Janjeva, slovenski salezijanec Vinko Sraka, je omogočil Jožefu in njegovemu bratu Cakinu nadaljnje šolanje. 24. avgusta 1954 se je torej sedmerica navdušenih fantičev iz Janjevske fare odpravila proti Lipljanu, od tam pa z vlakom v Beograd v živinskem vagonu. V Zagreb so prispeli po enem dnevu vožnje – ter se odpočili na Knežiji; na Reko so prispeli šele čez teden dni.
Vpisali so se v škofijsko semenišče, toda po treh mesecih je država semenišče zaprla in dijaki so se preselili v Zader, medtem ko so gimnazijci - tudi Jožef  - mogli na Reki končati nižjo gimnazijo. Naslednje leto je odšel v Zader tudi on.
Po koncu poletnih počitnic sta ga starša spremljala v Grlico do železniške postaje. 27. decembra 1957 je mati umrla; na njen pogreb ni mogel priti, ker je pošto dobil s tedensko zamudo.

#### Vojaščina
Poleti 1958 je dobil med šolanjem poziv na služenje dveletnega vojaškega roka. V Mariboru je bil 9 mesecev v vojaški v šoli za zdravstvene delavce, nato pa je služil v Beogradu blizu stare VMAna Deligradski 40, v bližini trga Slavija. Kot semeniščniki ali bogoslovci so pod takratno oblastjo doživljali razne nevšečnosti; kljub prepovedi je Jože včasih na skrivaj vstopil v cerkev; tako je ohranil poklic.
"Ko so moji kolegi hodili v kino, sem ob nedeljah zvečer odšel v cerkev. Kot vojak in človek sem se vedel vzorno in pošteno, da so mi rekli: 'Tako si dober, da skoraj ni normalno; saj ne kadiš, ne piješ, ne hodiš za puncami...'" 

#### Noviciat in pedagoška praksa
Po odsluženem vojaškem roku je 1961 odšel na Reko v noviciat s priporočili Jenka, župnika-Slovenca pri stolnici Kristusa Kralja v Beogradu – ki je postal 1977 koprski škof. Magister-Slovenec Pelicon je skozi nepozabno leto vodil 10 novincev; na koncu novicijata je napravil skupaj z njimi prve zaobljube 24. avgusta 1961; večne zaobljube pa je napravil 29. avgusta 1967 v Zagrebu.
Po počitnicah na Kozjaku se je vrnil na Reko, da bi nadaljeval gimnazijo. Ta leta so bila čas navdušenja, veselja in mladostnega poleta, ko je še posebej čutil Božjo bližino.
1962-1963 je bil na pedagoški praksi - salezijanski asistenci v rodnem Janjevem, kjer je bil takrat župnik Pungerčar, kaplan pa Kovačič. Postalo je že kar pravilo, da je moral vsak janjevski župnik nekaj let odsedeti - kar je hudo občutil zlasti Sraka, ki so ga skupaj s poznejšim janjevskim župnikom Bakovičem zlostavljali v niškem zaporu. Župnija je štela takrat 4.000 vernikov; življenje je bilo razgibano: veliko otrok in 60 ministrantov, ki jim je držal vsak dan po več ur verouka; tedensko pa poučeval tudi v rodnem Pešterju. Med napornim delom in pogostnim potovanjem si je navdušeno pridobival pedagoške in izobraževalne izkušnje, ki so mu prav prišle pozneje kot dolgoletnemu župniku v Prištini, kot ravnatelju MCI v Skadru, pa tudi na nadškofovskem sedežu v Baru.

#### Bogoslovec
Bogoslovje je Gaši obiskoval od 1964-1969 v Ljubljani in Zagrebu. 
Zef je kot edini albanski salezijanec na svetu (saj je bila takrat Albanija od sveta odrezana kot prva brezbožna država na svetu) odšel na filozofijo  v Ljubljano, kjer se bo učil “v jeziku, ki ga ni poznal in ga ne bo potreboval za življenje”, kot pravi v svojih “Spominih”. Računal je, da bo nadaljeval študije v tujini, morda v Rimu. Ker iz tega ni bilo nič, je lepega dne zapakiral svoje stvari ter z vlakom odpotoval k svojim hrvaškim salezijancem v Zagreb, ter vpisal bogoslovje. Konec tedna je pomagal v Rudešu, kjer je bilo veliko otrok, ministrantov in vernih Hercegovcev, pa tudi glasba, igre in prireditve. 

### Nova maša
Mašniško posvečenje mu je podelil v Zagrebški stolnici 29. junija 1969  zagrebški nadškof Kuharič; na slovesnost je prišel zaradi oddaljenosti samo brat Jaka: za Zefa je bil to najlepši dan v življenju. 
Novo mašo je pel 13. julija 1969 v rodnem Pešterju, janjevski podružnici, kjer je mladinski zbor Beli angeli zapel latinsko mašo Salve Regina. Pridigal je dvojezično lanskoletni novomašnik Mark Sopi. Vreme je bilo deževno in hladno, maša na dvorišču pred cerkvijo, razpoloženje pa praznično, da se je dogodek navzočim vtisnil v lep spomin. 
Ponovitev nove maše je imel 20. julija v Binaču, kjer je njegova družina živela v letih 1956-57. Tretjo ponovitev je imel v Veleži,  v župniji svojega hišnega prijatelja Kurtija, 3. avgusta 1969. Maša je bila ob 10h dopoldne, popoldne ob 6h pa je že imel poroko za sorodnika Koa v cerkvi sv. Antona v Prištini, kjer je župnikoval takrat slovenski salezijanec Skuhala.

### Cerkvene službe
1. 1969 – kaplan v Arbanasih - Zader.
2. 1970 – Kaplan v Pešterju, Janjevem in Prištini.
3. 1971 – župnik v Prištini. Sveti Pavel VI. je imenoval 31. decembra 1969 za skopsko-prizrensko škofijo novega škof Prela . Istega leta sta prišla na Kosovo Prela kot škof v Uroševcu in Jožef kot kaplan; s škofom Prelom je sodeloval dve desetletji (1970-1992). Z letalom je prispela 26. junija 1980 na obisk v Prištino, potem v rodno Skopje in drugam po Jugoslaviji Mati Terezija, ki jo je tukaj gostoljubno sprejel domači župnik Gaši - in je pri sestrah prenočila.
4. 1992-1998 – ravnatelj IKK Don Bosko v Skadru v Albaniji. V Albaniji je bil med njegovim delovanjem na obisku papež; tako se je lahko z njim srečal in je osebno pozdravil Janeza Pavla II. 25. aprila 1993 v Skadru.[12]

## Škof
Škofovsko posvečenje je prejel v Rimu 19. septembra 1998. 
Posvečevalca sta bila kardinala Tomko ter Castello  , kakor tudi barski nadškof Perkolić 
Kot nadškof v Baru se je upokojil leta 2016. Nasledil ga je Rrok Gjonlleshaj.

## Dela
- Zef Gashi: Kujtimet e mia (Moji spomini). Rrjedha jetësore – Ngjarje – Ditar – Kronika. Botime monografike 26. Drita, Prizren 2019. ISBN 978-9951-17-063-5